# Alpine Höhenstufe
 Alpine Höhenstufe (von lateinisch alpis = (meist) „hochgelegenes Weidegebiet“, pl. alpes zu alpinus = im Sinne von „zu den hochgelegenen Weidegebieten gehörig“) – auch Alpinstufe oder Alpines Klima (engl. alpine zone), in Südamerika andine H., in Ostafrika teilweise afroalpine H. und allgemein vereinzelt alpine Vegetationsstufe ist die orographische Bezeichnung für die Vegetations-Höhenstufe der Hochgebirge (und vereinzelter Mittelgebirgsgipfel) zwischen der montanen oder (falls vorhanden) subalpinen Stufe und der nivalen beziehungsweise subnivalen Stufe – anders ausgedrückt: zwischen der oberen Baumgrenze und der von Eis und Schnee geprägten Obergrenze der zusammenhängenden Pflanzendecke. Ist kein subnivaler Übergangsbereich vorhanden, ist die Obergrenze klar durch die klimatische Schneegrenze definiert.

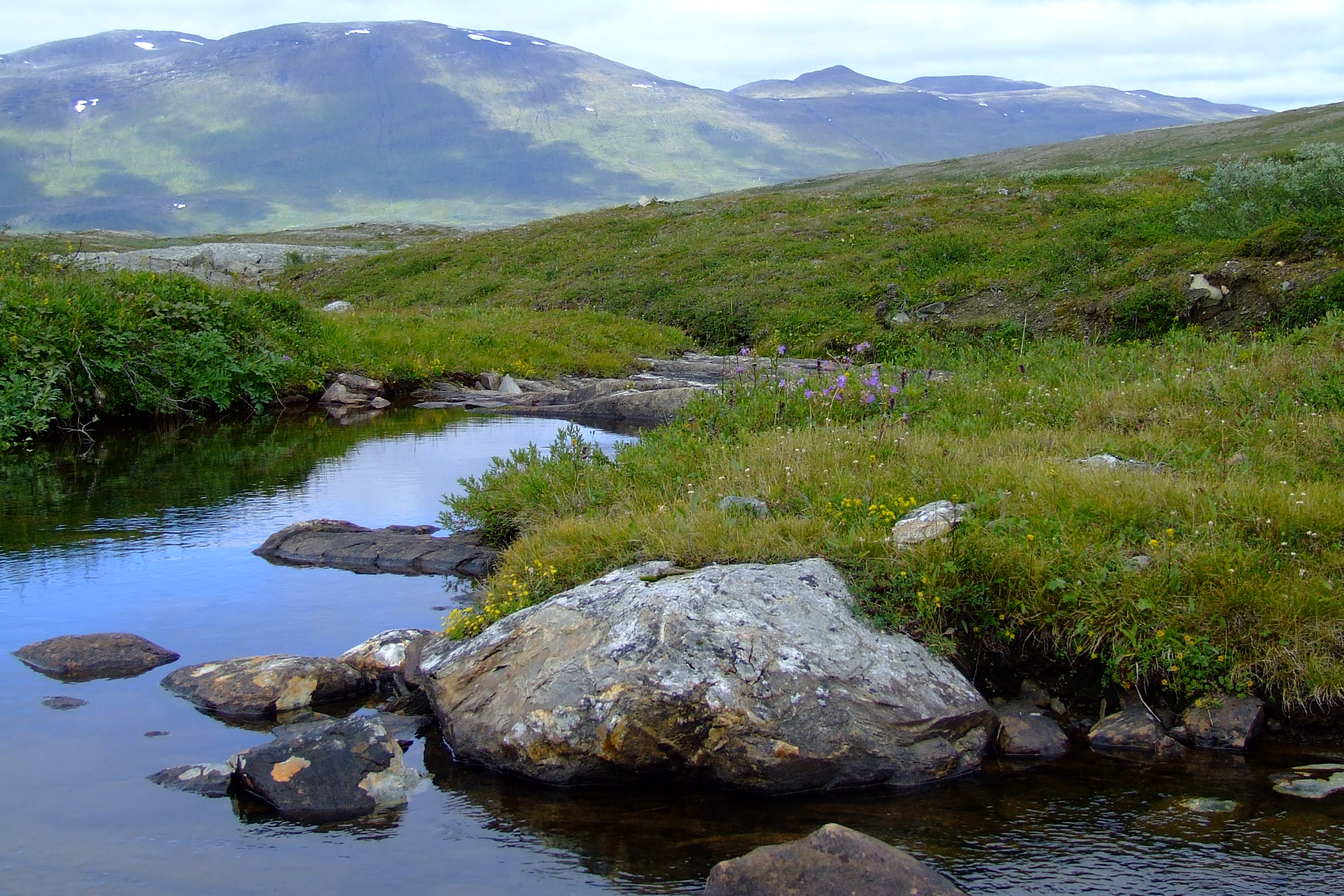
Alpine Landschaft (Fjäll) im Nationalpark Padjelanta, Schwedisch Lappland: Vorn Grasmatten, hinten links Zwergstrauchtundra

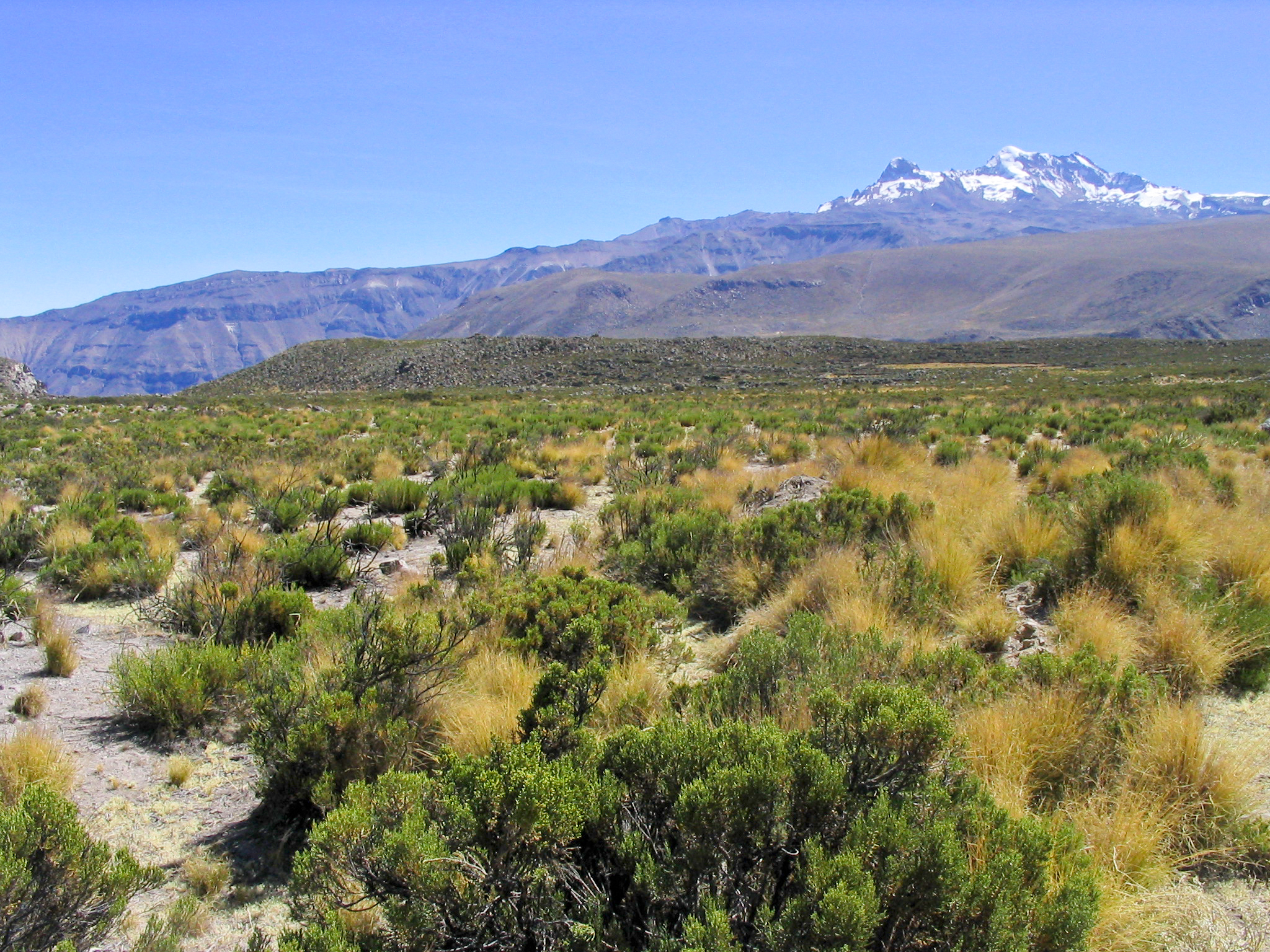
Andine Puna-Landschaft auf 4740 m im südlichen Peru

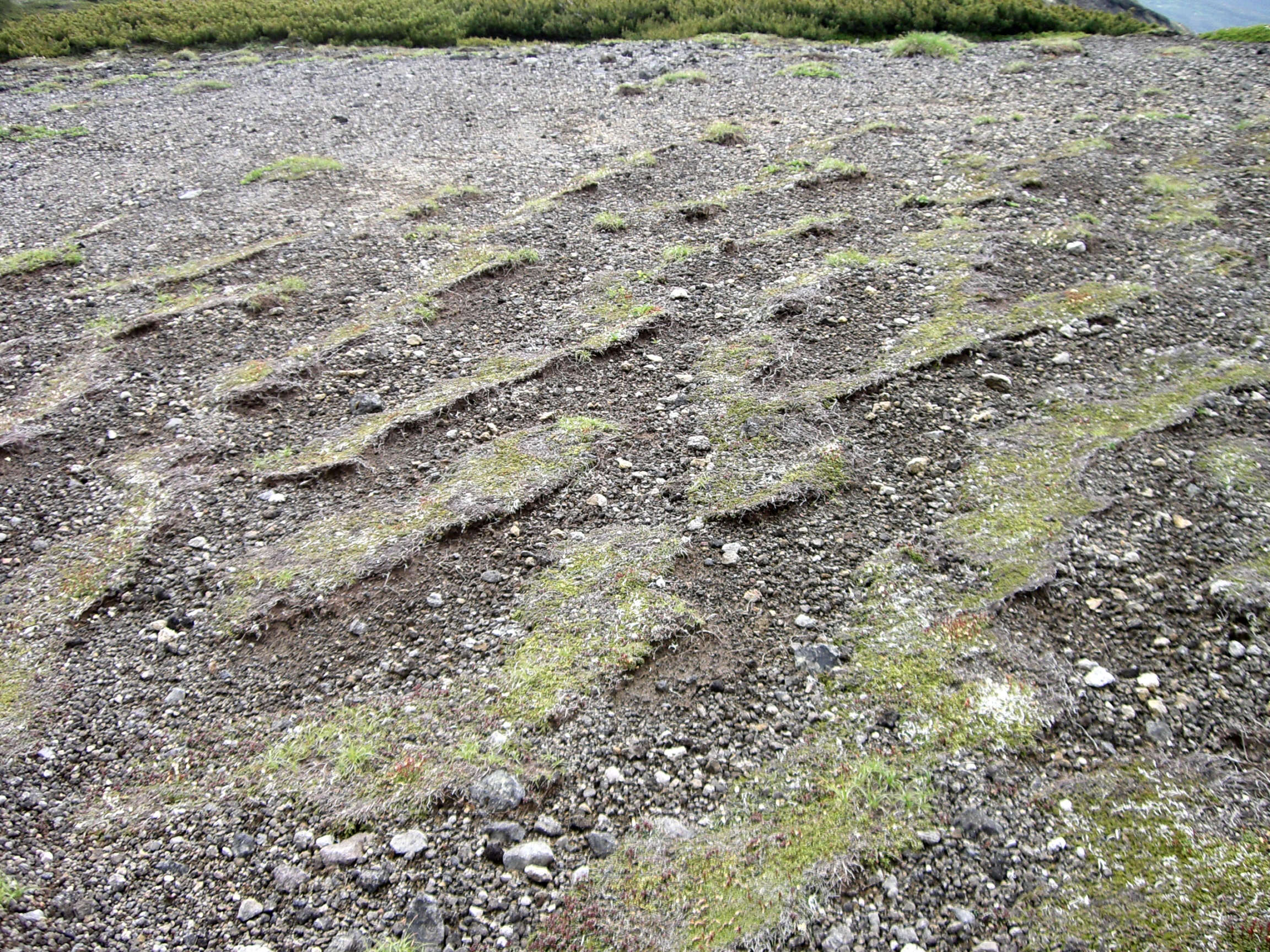
Frostmusterboden durch Hangfließen in der Alpinstufe des Daisetsu-zan-Gebirges (Japan)

Da in den Polargebieten bereits in der Ebene keine Bäume mehr wachsen können, wird die alpine Region hier teilweise als arktisch/antarktische Höhenstufe bezeichnet, die den gesamten Raum von der planaren Tieflandtundra bis zur hochalpinen Bergtundra umfasst.
Die Alpinstufe ist weltweit von baumfreiem, überwiegend niedrigem Bewuchs aus Gräsern, Zwergsträuchern und/oder Polsterpflanzen bewachsen, die in verschiedener Weise an die rauen Bedingungen des Hochgebirgsklimas angepasst sind. Nach einer Untersuchung von Christian Körner und anderen sind 2,24 % der Landoberfläche (ohne Antarktika) der alpinen Höhenstufe zuzurechnen; das sind rund 18 % aller Gebirgsregionen.
Sie ist im Allgemeinen von schroffen Geländeformen und etlichen Erhebungen geprägt, sodass die Standortbedingungen für die Pflanzenwelt (bis auf die Polargebiete) immer extrazonal sind. Da die gering durchwurzelten Böden in solchen Höhenlagen bereits deutlich durch Frost mit einem permanenten Wechsel von Frieren und Auftauen und dementsprechendem Bodenfließen in den Hangbereichen geprägt sind, ist die alpine Region Teil der geomorphologischen Solifluktionsstufe.
Selten wird eine Untergliederung in oberalpin und unteralpin vorgenommen.

## Nomenklatur
Die Begriffe planar, kollin, montan, alpin und nival gehören in Geobotanik, Biogeographie und Ökologie zu der am weitesten verbreiteten, „klassischen“ Nomenklatur für Höhenstufen mit ihren jeweils typischen Klimata und der potenziellen natürlichen Vegetation. Obwohl sich diese Bezeichnungen, die aus der traditionellen Alpenforschung stammen, ursprünglich nur auf humide Gebirge der gemäßigten Breiten bezogen, werden sie heute (mit den bereits beschriebenen Ausnahmen) auch für Gebirge anderer Klimazonen verwendet. Aufgrund dessen kann es keine allgemeingültigen Definitionen geben, da die Abstufung immer auf die tatsächlichen Verhältnisse eines konkreten Gebirges bezogen ist. Einige Autoren benutzen daher – insbesondere bei völlig andern ökologischen Verhältnissen – abweichende Bezeichnungen und Abfolgen, um Verwechslungen und falsche Schlussfolgerungen zu vermeiden.

### Alternative Bezeichnungen
Die Bezeichnung alpin ist im Gegensatz zu den Bezeichnungen für tiefere Lagen auch über die gemäßigte Zone hinaus allgemein üblich. Einige Autoren wählen jedoch für andere Klimazonen eine andere Benennung, die sich aus einer Vorsilbe und dem Namen der Klimazone zusammensetzt: Benutzt wird etwa altotropisch (in tropischen Gebirgen) und altodesertisch (in trocken-subtropischen Gebirgen), während alto- oder altimediterran (Gebirge im Mittelmeerklima) häufiger für die subalpine Stufe verwendet wird.
Manche Autoren bilden den Namen der Höhenstufen schlicht aus der typischen Vegetation: Bei humiden, außertropischen Gebirgen heißt die alpine Region beispielsweise Bergtundra oder Mattenregion. Der Ausdruck Matten stammt aus der Gemeinsprache der Alpenregion; wird jedoch im Allgemeinen undifferenziert auch für die anthropogen geschaffenen Matten der Almen verwendet. Auch in anderen Sprachen existieren zum Teil spezielle Ausdrücke für die alpine Stufe, so etwa Fjell / Fjäll / Fjall in den nordgermanischen Sprachen, Fell in England und Fellmark in Neuseeland sowie Tunturi in Finnland.
Darüber hinaus verwenden einige Autoren auch eigene Bezeichnungen – wie etwa der peruanische Geograph Javier Pulgar Vidal, der für die tropischen Anden die alpine Stufe der Puna definierte. Der klassisch lateinamerikanische Begriff Tierra helada („kaltes Land“) steht zumeist für die alpine Region, selten differenziert für die subalpine.

## Charakteristik

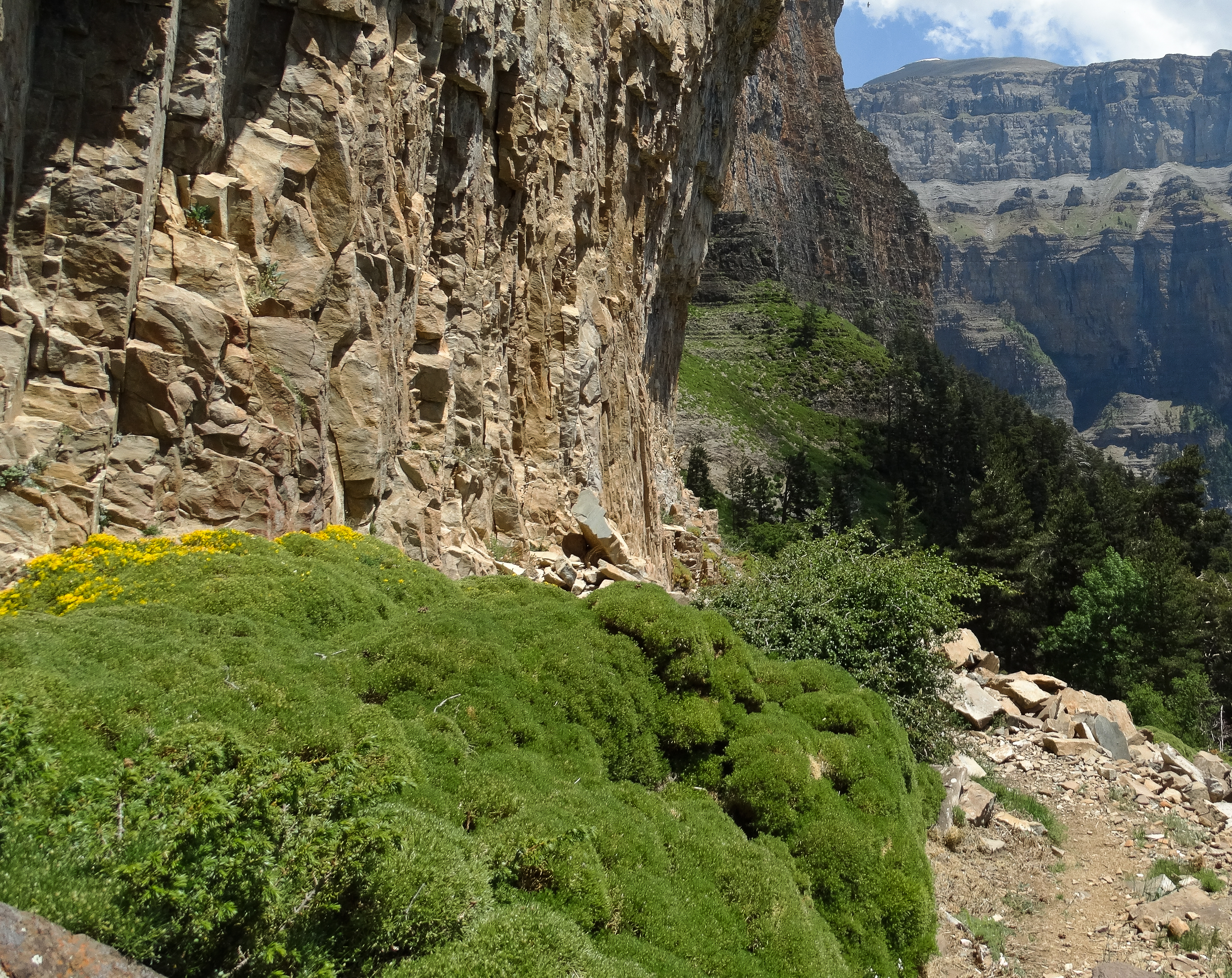
Echinospartum horridum (Endemit in den zentralen Pyrenäen): Polsterbildender Verwandter der Ginsterfamilie, jedoch extrem hart und spitz und damit optimal vor Austrocknung, UV-Strahlung und Kälte geschützt

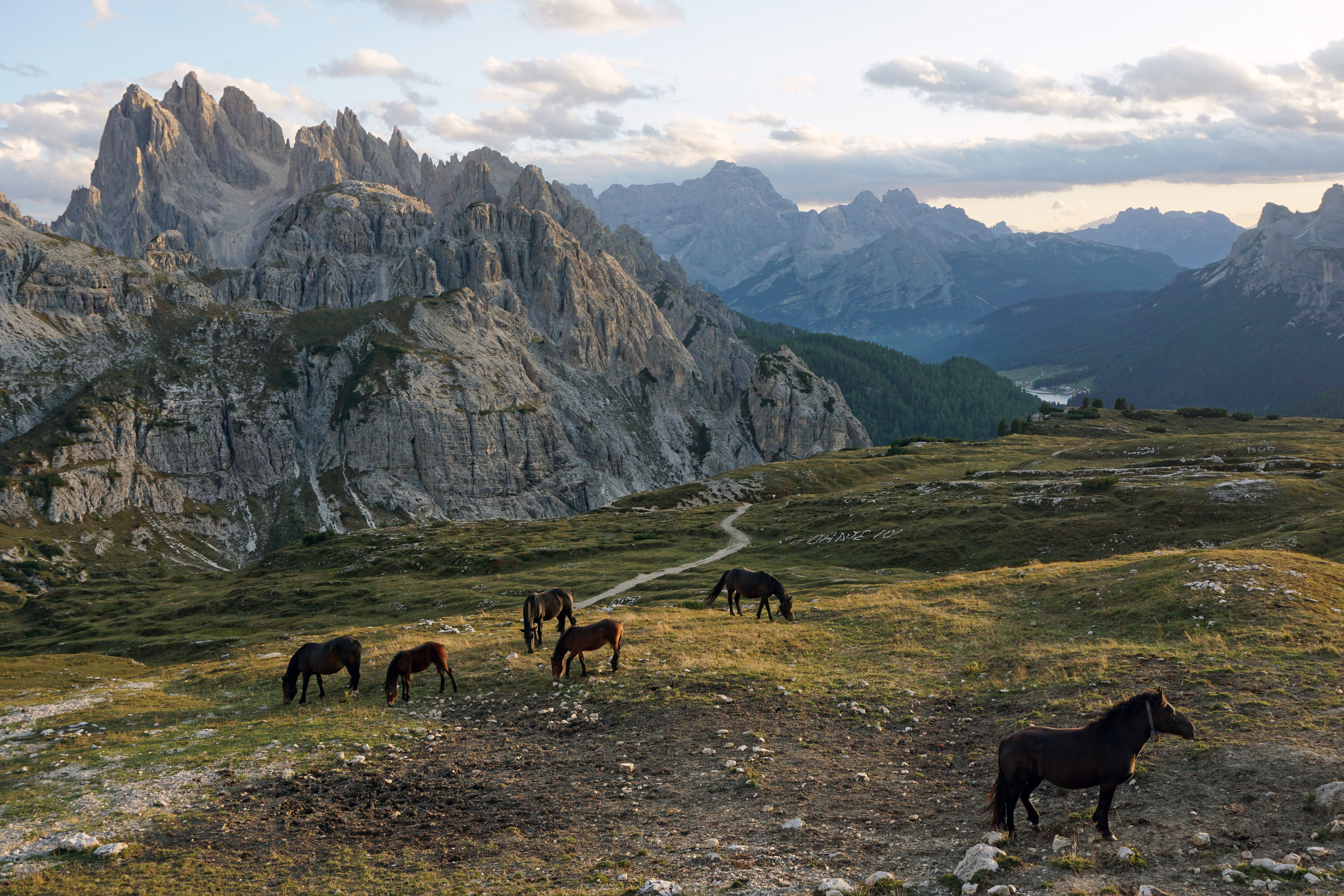
Alpine Höhenstufe an den Drei Zinnen in den Dolomiten

### Vorgaben
Die Ausbildung der alpinen Zone ist von einer bestimmten Konstellation von Lufttemperatur und Wachstumszeit abhängig, die maßgeblich das Gedeihen von Gehölzen beeinflusst. So ist heute bekannt, dass Bäume weltweit bei einer Durchschnittstemperatur von weniger als ca. 6° C während der mindestens dreimonatigen Vegetationsperiode nicht mehr wachsen können. Dies ist die wesentliche Ursache für die Baumgrenze sowohl in der subpolaren Zone als auch in den Gebirgen der Erde. Bei geringfügig höheren Temperaturen entwickelt sich die subalpine Krummholzstufe.
Die Anpassung der Alpinpflanzen führte aufgrund der erhöhten UV-Strahlung, direkter Sonneneinstrahlung, starken und schnellen Temperaturwechseln sowie fehlendem Schutz vor Winden zu kürzeren Sprossen mit kleinen, oft behaarten und dicken (skleromorphen), eng stehenden Blättern mit geringem Chlorophyllgehalt, jedoch mehr Assimilationsgewebe. Häufig sind zudem lebhafter gefärbte Blüten.
Auf den ersten Blick besteht eine große Ähnlichkeit alpiner Zwergstrauchheiden und Grasmatten (oder „Teppichen“) mit der subpolaren Tundra (daher Bergtundra). Die Bedingungen verschiedener Gebirge weisen allerdings aufgrund spezieller gebirgsklimatischer Unterschiede – insbesondere der Richtung Äquator zunehmend abweichenden Sonneneinstrahlung – und einer jeweils eigenen (isolierten) Stammesgeschichte des Arteninventars deutliche Unterschiede auf, die oberhalb der (thermischen) Waldgrenze in den mediterranen Subtropen (trockene Sommer und Winterregen) und immerfeuchten Tropen (Tageszeiten- statt Jahreszeitenklima mit ganzjährigen Nachtfrösten und mittäglicher Hitze) besonders deutlich sind. Wenngleich diese Unterschiede vor allem in der subalpinen „Krummholzregion“ auftreten, gilt dies grundsätzlich auch für die alpine Stufe.
Ein typischer Unterschied zwischen Tundren und alpiner Vegetation sind die Polsterpflanzen, die in den Tundren nicht vorkommen. Sie sind durch ihre Wuchsform nicht nur wirksam vor Kälte, sondern auch vor (Boden-)Hitze und UV-Strahlung geschützt, die in Hochgebirgen der Subtropen und Tropen aufgrund der starken Sonneneinstrahlung extrem sein können. In den trockenen Subtropen sind es vor allem Dornpolsterformationen. Die Hochlandsteppentypen Puna und Páramo tropischer Hochgebirge haben vegetationskundlich nahezu nichts mehr mit den Tundren gemeinsam.

### Anwendung

#### Tropen
Während die tieferliegenden Nebelwälder bezüglich des Gattungspektrums noch entfernte Ähnlichkeiten mit den zonalen Lorbeerwäldern aufweisen, sind die andinen oder afroalpinen Hochlandsteppen der Tropen weltweit einzigartig: In den feuchten Tropen werden sie Páramo genannt und sind erkennbar an hohen Horstgräsern sowie Schopfrosetten-Pflanzen. Letztere sind hier etwas niedriger und weniger dicht als in der subalpinen Stufe. Solche Pflanzen isolieren ihr empfindliches Bildungsgewebe in den frostkalten Nächten, indem sich die Rosette aus dicht behaarten, dicken Blättern komplett schließt. Das Wachstum eines Stammes (daher auch „Schopfbäume“) – häufig dauerhaft von verwelkten Blättern ummantelt – hebt die Rosette überdies mehrere Meter über den Boden: Dort sind die Fröste weniger streng. Die Hochlandsteppen der trockeneren Randtropen werden Puna genannt (Páramo und Puna sind Begriffe, die ursprünglich aus den Anden stammen). Der Anteil der Gräser ist hier deutlich höher als in den feuchttropischen Gebirgen. Während in der feuchteren Puna ebenfalls noch einzelstehende Schopfbäume im Grasland zu finden sind, ist die Puna in subariden Gebirgen eher eine Zwergstrauch-Halbwüste und in vollariden Klimata eine Dorn- und Sukkulenten-Puna.
Die Alpinstufe der Tropen geht überall in eine subnivale Stufe über, die durch eine spärliche Vegetation aus vereinzelten Polster- und Schopfrosettenpflanzen sowie Grashorsten gekennzeichnet ist.

#### Außertropen

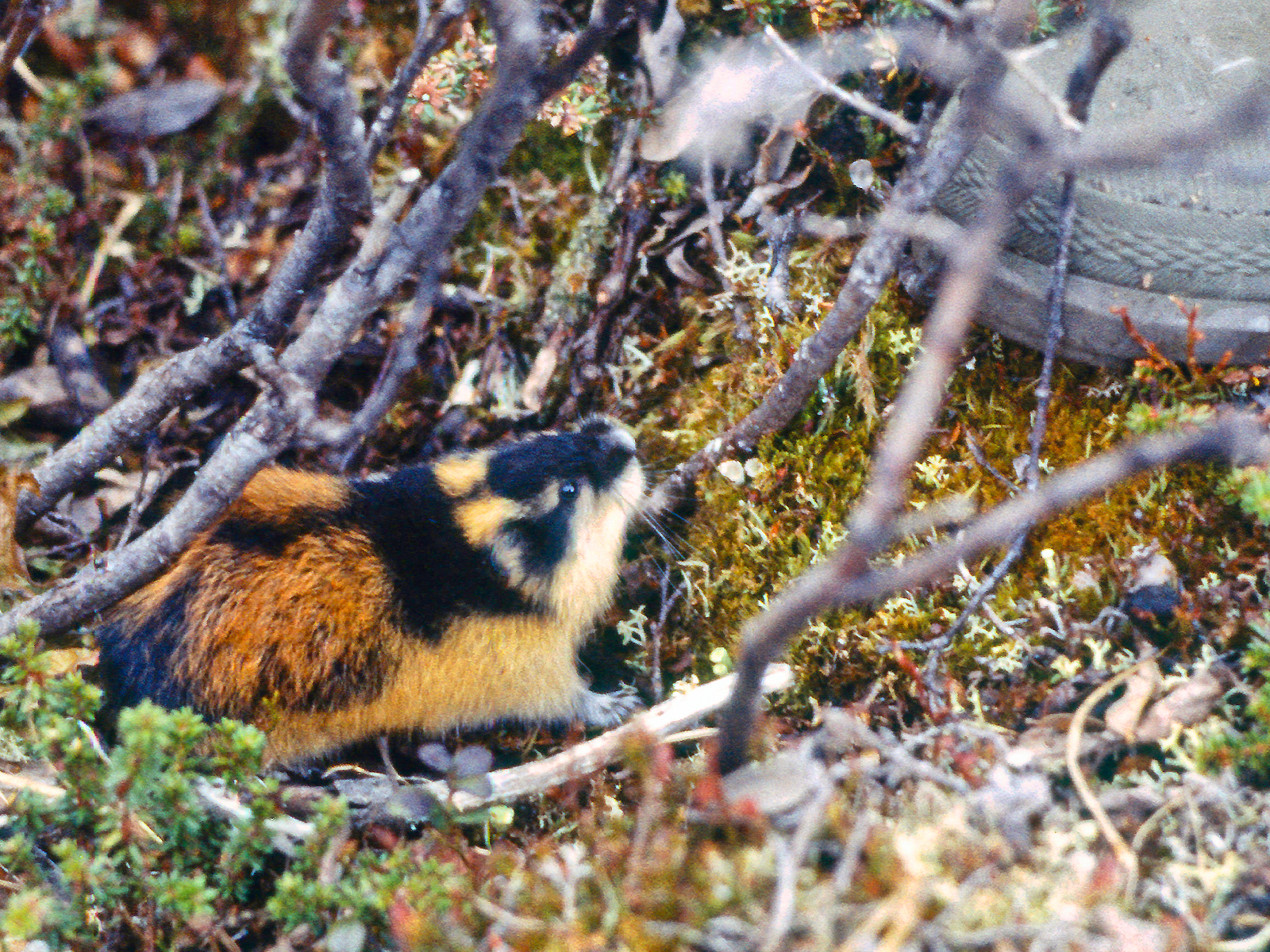
Berglemming im Nationalpark Sarek: Kleine „Gestalter“ des alpinen Fjälls mit großer Wirkung (Nordschweden)

In humiden Gebirgen der Außertropen hat die alpine Stufe eine geschlossene Vegetation, die vielfach aus sogenannten Matten aus verschiedenen Gräsern, Moosen und Kräutern besteht. Bei den Gebirgen der gemäßigten Südhemisphäre in Patagonien und Neuseeland geht der „Zwergwald“ an der Waldgrenze nicht wie im Norden in alpine Grasmatten über, sondern in vegetationsarme Schuttfluren mit zerstreuten Zwergsträuchern und Polsterpflanzen.
In trockenen Gebirgen voll-arider Klimate fehlt die montane Waldvegetation und die subalpine Übergangsstufe, sodass die Untergrenze der alpinen Stufe nur durch das Vorkommen bestimmter alpiner Arten bestimmt werden kann. Noch schwieriger ist dies bei polaren Gebirgen, deren Bewuchs bereits in der Ebene nur noch Tundrapflanzen zulässt.
Die außertropisch-alpinen Regionen mit reichlich Gräsern oder Zwergsträuchern sind nahezu weltweit Lebensraum großer Kolonien verschiedener kleiner Säugetiere wie Murmeltiere, Erdhörnchen, Taschenratten und Wühlmäuse (beispielsweise Berglemming in Nordeuropa), die zum Teil weitverzweigte Gangsysteme anlegen. Sie haben erhebliche Auswirkungen auf Relief und Vegetation der Alpinstufe. In Verbindung mit Regen- und Schmelzwasser sorgen sie für eine bessere Bodendurchmischung und somit für eine üppigere Vegetation.
Zudem steht die alpine Zone vielfach noch unter dem Einfluss nivaler Prozesse wie Lawinen, Muren, Frostverwitterung oder dem Bodenfließen, sodass sie geomorphologisch gesehen noch Teil der Solifluktionsstufe ist.

## Anthropogener Einfluss

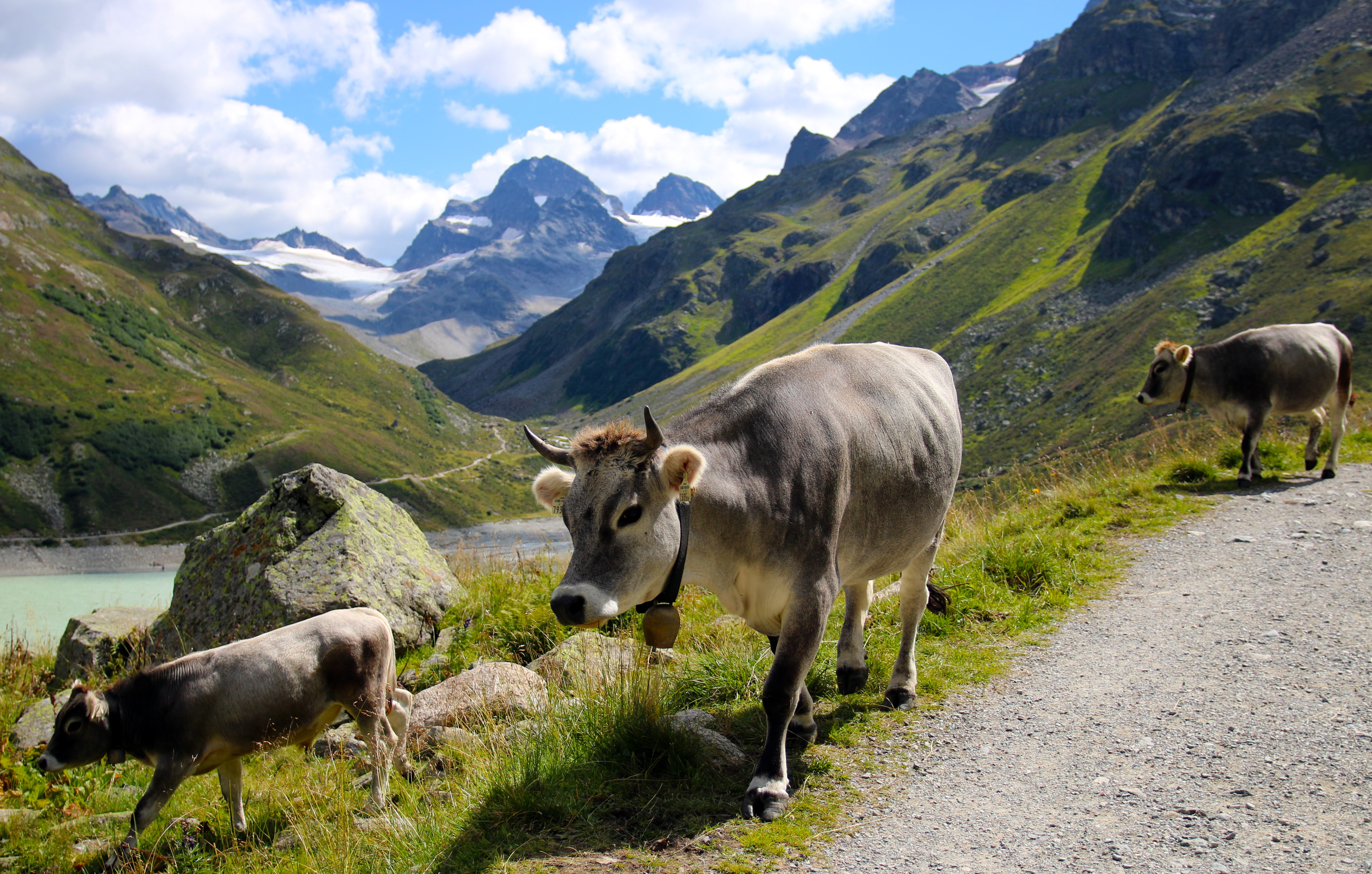
Weideviehwirtschaft: Die einzige Form der Landwirtschaft, die in der Mattenregion im Sommerhalbjahr möglich ist

In den meisten Gebirgen der Erde werden alpine Matten seit Jahrhunderten vor allem als Viehweide genutzt (siehe auch Begriffsherkunft in der Einleitung) und zählen damit zur Subökumene.
Über die landwirtschaftliche Nutzung hinaus unterliegen viele alpine Regionen heute weltweit einem zunehmenden ökologischen Fußabdruck des Menschen: Vor allem die touristische Erschließung – zumeist für den Wintersport – sowie Bergbauprojekte und der Ausbau der Infrastruktur zerstören naturnahe Strukturen. Darüber hinaus gefährdet der Klimawandel die speziell angepassten Arten: Steigende Temperaturen fördern etwa die höhenwärtige Ausbreitung der Krummholzzone (Verbuschung). Hinzu kommen verstärkte Extremwetterereignisse – wie etwa Lawinen, Bergrutsche, Starkregen oder Dürre –, die die Vegetation unter Stress setzen.

## Beispiele für Höhenfestlegungen und ursprüngliche Vegetation
Die folgende Auflistung zeigt die enormen Unterschiede anhand einiger Beispiele:
| Ökozone                                | Gebirge/Region (Land)                                                | von         | bis         | (abweichender Stufenname) Vegetation                  |
| -------------------------------------- | -------------------------------------------------------------------- | ----------- | ----------- | ----------------------------------------------------- |
| Polare Zone                            | Brooks Range (Alaska, Vereinigte Staaten)                            | 0 m         | 600 m       | Tundra                                                |
| Polare Zone                            | Spitzbergen (Inselgruppe) (Norwegen)                                 | 0 m         | 900 m       | Tundra                                                |
| Boreale Zone                           | Chugach Mountains (Alaska, Vereinigte Staaten)                       | 700/900 m   | 1450/1550 m | Zwergstrauchheide                                     |
| Boreale Zone                           | Zentrales Kamtschatka-Gebirge (Russland)                             | 850/1000 m  | 1200/1300 m | Zwergstrauch-Bergtundren-Stufe                        |
| Boreale Zone                           | Zentrales Kamtschatka-Gebirge (Russland)                             | 1200/1300 m | 1500/2500 m | Rasen-Bergtundren-Stufe                               |
| Feuchte Mittelbreiten                  | Harz (Deutschland)                                                   | 1000 m      | 1141 m *    | Zwergstrauchheide                                     |
| Feuchte Mittelbreiten                  | Westhänge der Southern Alps (Südinsel, Neuseeland)                   | 1150/1500 m | 1700 m      | (unteralpin) Gebüsch und Tussock-Grasland             |
| Feuchte Mittelbreiten                  | Westhänge der Southern Alps (Südinsel, Neuseeland)                   | 1700 m      | 2200 m      | (oberalpin) Fjellfield-Bergtundra                     |
| Feuchte Mittelbreiten                  | Nördliche Appalachen (New York, Vereinigte Staaten)                  | 1400        | 1917 m *    | Zwergstrauch-Kräuterheide                             |
| Immerfeuchte Subtropen                 | Ruapehu (Nordinsel, Neuseeland)                                      | 1500/1530 m | 2000 m      | Tussock-Hochlandsteppe                                |
| Feuchte Mittelbreiten                  | Nördliche Schweizer Alpen                                            | 2000 m      | 2400/2500 m | Grasmatten, z. T. Zwergsträucher                      |
| Winterfeuchte Subtropen                | Südliche Seealpen (Frankreich)                                       | 2200/2300 m | 2900 m      | Grasmatten                                            |
| Winterfeuchte Subtropen                | West-Kaukasus (Georgien)                                             | 2400/2500 m | 2900/3000 m | Kräuterwiesen und Zwergstrauchheiden                  |
| Winterfeuchte Subtropen                | Teide-Nordhang (Teneriffa)                                           | 2700 m      | 3715 m *    | (orokanarisch) Teideveilchen-Flur                     |
| Tropisch / subtropische Trockengebiete | Drakensberge (Lesotho, Südafrika)                                    | 2865 m      | 3482 m *    | Zwergstrauchheide                                     |
| Trockene Mittelbreiten                 | Rocky Mountains in Colorado (Vereinigte Staaten)                     | 3500 m      | 4401 m *    | (Alpine / Arctic) Bergtundra                          |
| Immerfeuchte Subtropen                 | Yushan (Taiwan)                                                      | 3500/3700 m | 3952 m *    | Hochlandsteppe                                        |
| Immerfeuchte Tropen                    | Kinabalu (Borneo, Malaysia)                                          | 3700 m      | 4095 m *    | Zwergstrauch- und Kräuterheiden                       |
| Trockene Mittelbreiten                 | Schugnankette (Tadschikistan)                                        | 3700/3800 m | 4000/4200 m | Hochgebirgs-Trockenfluren                             |
| Immerfeuchte Tropen                    | Äquatoriale Anden-Ostabdachung (Venezuela, Kolumbien, Ecuador, Peru) | 3500/4000 m | 4500/5100 m | (Tierra helada) Páramo oder feuchte Puna, Schopfbäume |
| Tropisch / subtropische Trockengebiete | Nanga Parbat Südabdachung (Pakistan)                                 | 3800/3900 m | 4500 m      | Grasmatten                                            |
| Sommerfeuchte Tropen                   | Kilimandscharo-Südabdachung (Tansania)                               | 3900 m      | 4800 m      | (unter-afroalpin) Puna-Gebirgssteppe                  |
| Sommerfeuchte Tropen                   | Kilimandscharo-Südabdachung (Tansania)                               | 4800 m      | 5895 m *    | (ober-afroalpin) Polsterfluren                        |
| Sommerfeuchte Tropen                   | Sierra Nevada (Mexiko)                                               | 4000/4300 m | 4600 m      | (alpine Tierra helada) feuchte Puna                   |
| Tropisch / subtropische Trockengebiete | Hochland von Tibet (China)                                           | 4500/4800 m | 5000/5300 m | (alpin/nival) Hochlandsteppe u. -wüste                |